# Brian Kelley
Brian Kelley is een Amerikaans scenarioschrijver. Hij heeft geschreven voor Late Night with Conan O'Brien, Saturday Night Live, Newsradio, Clerks: The Animated Series, Futurama, The Simpsons en recenter voor Joey.

## Filmografie

### The Simpsons
- "Treehouse of Horror XIII"
- "A Star Is Born-Again"
- "Margical History Tour"

### Futurama
- "Love's Labours Lost in Space"